# كاكاني
كاكاني (بالبوسنوية: Kakanj)‏، (بالكرواتية: Kakanj) (بالسيريلية:Какањ) هي مدينة وبلدية في البوسنة والهرسك تقع في كانتون زينيكا-دوبوي في اتحاد البوسنة والهرسك. طبقا لنتائج تعداد البوسنة عام 2013، فقد بلغ عدد سكان المدينة 12.256 نسمة بينما بلغ إجمالي سكان المنطقة الحضرية 38.937 نسمة.

## التاريخ والجغرافيا
ذكرت كاكاني لأول مرة في عام 1468. وهي تقع مدينة كاكاني في وسط البوسنة والهرسك على بعد حوالي خمسين كيلومترا شمال سراييفو. تحيط بها البلديات التالية زافيدوفيتشي من الشمال وزينيتسا من الغرب وبوسوفاشا من جهة الجنوب الغربي وفيسوكو وفارش من الجنوب.

## التركيبة السكانية
| سكان كاكاني    |                |                 |                 |                 |
| سنة التعداد    | 2013           | 1991            | 1981            | 1971            |
| البوشناق       | 32,341 (86,4%) | 30,528 (54,56%) | 27,393 (52,55%) | 25,142 (52,84%) |
| الكروات        | 2,973 (7,9%)   | 16,556 (29,59%) | 16,016 (30,72%) | 15,479 (32,53%) |
| الصرب          | 281 (0,8%)     | 4,929 (8,80%)   | 5,182 (9,94%)   | 6,233 (13,10%)  |
| اليوغوسلاف     |                | 2,554 (4,56%)   | 2,298 (4,40%)   | 301 (0,63%)     |
| غير معروف/أخرى | 1,846 (4,9%)   | 1,383 (2,47%)   | 1,238 (2,37%)   | 425 (0,89%)     |
| المجموع        | 37,441         | 55,950          | 52,127          | 47,580          |

في تعداد عام 1991 كان عدد سكان مدينة كاكاني نفسها 12,008 نسمة.

## معرض الصور

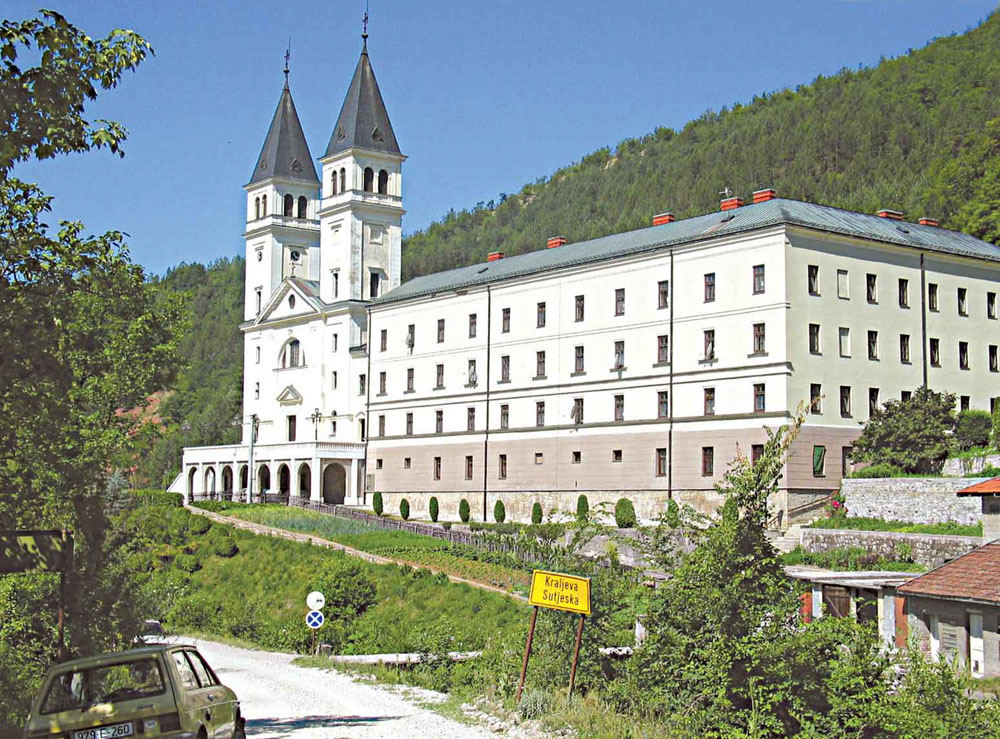
دير فرنسيسكاني في كاكاني
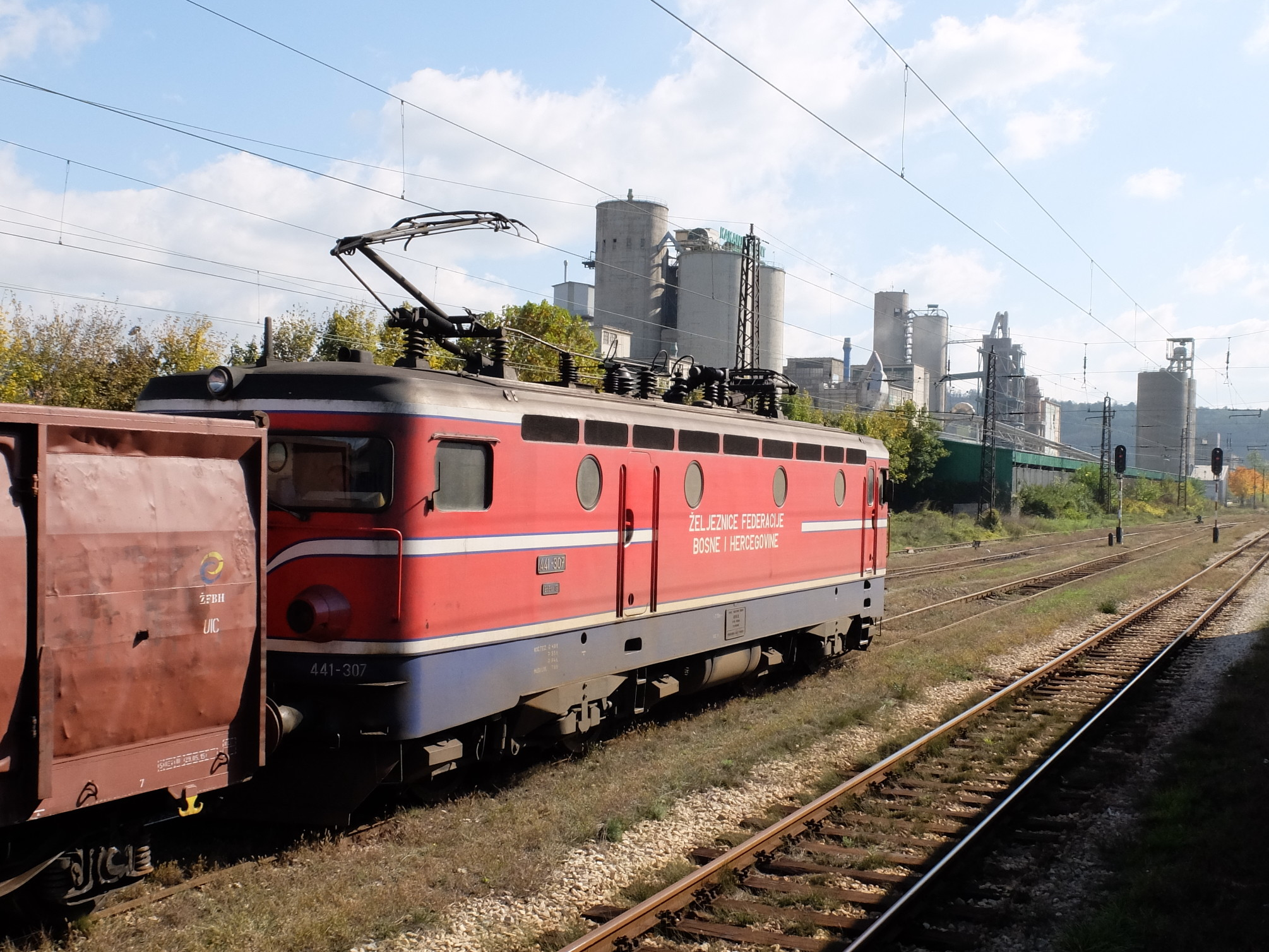
مصنع الاسمنت

## أعلام من كاكاني
- أمير هادزيتش، لاعب كرة قدم.
- كورنليا كفسيتش، لاعب كرة سلة.
- إدين باشيتش، لاعب كرة يد.

## أعلام
- أمير هادزيتش
- كورنليا كفسيتش
- شيفال زهيروفيتش

## وصلات خارجية
- Maplandia (بالإنجليزية)